# 젠더 이분법

젠더 이분법(gender binary 또는 gender binarism)은 남성과 여성 두 개의 젠더만이 존재한다는 사상이다. 대부분의 문화는 남성과 여성으로 구별되는 젠더 이분법을 사용한다.
이분법에서 젠더와 성은 하나의 유전학적 또는 생식자 기반 성으로 나열하는 것이 기본인데, 예를 들면 한 사람이 태어날 때부터 성 지정을 받는다는 식이다. 여기에는 옷을 입는 방식, 행동하는 방법, 성적 지향, 이름 또는 성, 기타 자질과 같은 특정한 기대를 포함할 수 있다.

## 같이 보기
- 비이분법적 젠더
- 젠더퀴어
- 양성성
- 부치와 펨
- 여성주의
- 상호보완론
- 성별 불쾌감
- 젠더 변이
- 이성애 규범성
- 이성애적 성차별
- 남성성
- 포스트젠더리즘
- 섹스와 젠더의 구분
- 제3의 성
- 트랜스포비아
- 성소수자에 대한 폭력